# Ludacris
Ludacris, de son vrai nom Christopher Bridges ou Chris Bridges (né le 11 septembre 1977 à Champaign, dans l'Illinois), est un rappeur, entrepreneur et acteur américain. Aux côtés de son manager, Ludacris est cofondateur de Disturbing tha Peace, label affiliée à Def Jam Recordings. Durant sa carrière, Ludacris remporte les prix Screen Actors Guild, Critic's Choice, MTV, et Grammy Award. Avec Big Boi et André 3000 du groupe OutKast, Ludacris est l'un des musiciens de dirty south les plus importants à atteindre le succès dans les années 2000.
Bien qu'originaire de Champaign, Ludacris emménage à Atlanta en Géorgie à l'âge de neuf ans, où il se lance dans le rap. Après une brève période de DJing, il publie son premier album Incognegro en 1999, suivi de Back for the First Time en 2000, qui contient les singles Southern Hospitality et What's Your Fantasy. En 2001, il publie Word of Mouf, suivi de Chicken-n-Beer en 2003 et de The Red Light District en 2004. Il se consacre plus sérieusement à la musique dans ses albums Release Therapy (2006), et Theater of the Mind (2008). Son album qui suit, Battle of the Sexes, est publié en 2010 et s'inspire de ses précédents albums. Ludaversal est publié le 31 mars 2015. En tant qu'acteur, il joue dans des films comme Crash (2004), Ultimate Game (2009), et Happy New Year (2011), et plus particulièrement Tej Parker dans la série des films Fast and Furious.
En 2021, avec Kevineslk, Ludacris créé sa propre série d'animation jeunesse pour Netflix, Le Monde de Karma, dans laquelle il joue également le rôle de doubleur.

## Biographie

### Jeunesse et débuts
Christopher Brian Bridges est né le 11 septembre 1977 à Champaign, dans l'Illinois, fils unique de Roberta Shields et Wayne Brian Bridges. Sa famille emménage ensuite à Chicago, où il étudie à l'Emerson Middle School d'Oak Park, et à l'Oak Park and River Forest High School pendant un an,. Puis sa famille s'installe à Centreville, en Virginie, et étudie à la Centreville High School pendant un an. Christopher Bridges étudie à la Banneker High School d'Atlanta en Géorgie, et est diplômé en 1995. Entre 1998 et 1999, il étudie le management musical à la Georgia State University. Il a des racines afro-américaines, anglaises, juives et natives-américaines,,. Bridges commence l'écriture de rap à neuf ans à Atlanta, et rejoint un groupe hip-hop amateur pendant trois ans.
Bridges sert d'interne puis de disc jockey sur Hot 97.5, une radio locale (devenue ensuite Hot 107.9), sous le nom de Chris Lova Lova. Il est connu pour avoir joué au Freaknik. Ludacris collabore avec Timbaland sur la chanson Phat Rabbit issu de son album Tim's Bio: Life from da Bassment. La chanson est classée dans plusieurs pays. Il est par la suite inclus dans le premier LP de Ludacris, Back for the First Time. À ses débuts, Ludacris collabore avec Dallas Austin et Jermaine Dupri.

### IncognegroetBack for the First Time(1998–2000)
En 1998, Ludacris enregistre son premier album Incognegro. L'album définit le style unique, rapide, sauvage de Ludacris, et son flow comique, un style unique pour un rappeur sudiste. Timbaland participe à la production. Ludacris participe également au premier album de Timbaland, avec la chanson Phat Rabbit, qui sera plus tard incluse dans la version rééditée d'Incognegro et intitulée Back For The First Time.
En 2000, Ludacris publie son premier album studio, Back for the First Time, produit aux côtés de la musicienne underground Sessy Melia, sa petite amie de l'époque. L'album atteint la quatrième place du Billboard 200, et est bien accueilli par la presse spécialisée. Ludacris se lance avec des singles comme Southern Hospitality et What's Your Fantasy. Il fait notamment participer 4-Ize, I-20, Shawnna, Pastor Troy, Timbaland, Trina, Foxy Brown, et UGK. Ludacris explique lors d'un entretien à Direct Effect sur MTV que son nom s'inspire de sa « personnalité trouble » qu'il considère « ridicule » (ludicrous).

### Word of MoufetChicken-n-Beer(2001–2003)
Ludacris achève et publie un nouvel album, Word of Mouf, à la fin de 2001. La vidéo du single Rollout (My Business) est nommée en 2002 pour un Grammy Award. Ludacris publie les singles Saturday (Oooh Oooh) avec Sleepy Brown, Move Bitch avec Mystikal et I-20, et Area Codes avec Nate Dogg.
Au printemps 2003, Ludacris revient sur la scène musicale après une brève période d'accalmie avec le single Act a Fool, issu de la bande-son de 2 Fast 2 Furious. À cette même période, il publie le single principale de son album, Chicken-n-Beer, intitulé P-Poppin. Chicken-N-Beer est ensuite publié ; il fait participer Playaz Circle, Chingy, Snoop Dogg, 8Ball & MJG, Lil' Flip, I-20, Lil Fate, et Shawnna.
Au printemps 2003, Ludacris rebondit avec son nouveau single, Stand Up, qui est inclus sur Chicken-n-Beer et dans la bande-son du film You Got Served. Produit par Kanye West, Stand Up devient la chanson la mieux accueillie de Ludacris en date, qui atteint le Billboard Hot 100 et qui est diffusé en boucle sur les chaînes de radio locales et de télévision comme MTV, MTV2, et BET. Ludacris est poursuivi en justice par un groupe locale appelé I.O.F., originaire du New Jersey, qui clame s'être fait voler un hook dans la chanson ; en juin 2006, néanmoins, le jury délibère et ne trouve rien à redire sur la chanson. Après le verdict, Ludacris rétorque « J'espère que les plaignants ont apprécié leur 15 minutes de gloire. » Un nouveau single, Splash Waterfalls, est publié au début de 2004.

### The Red Light DistrictetRelease Therapy(2004–2007)

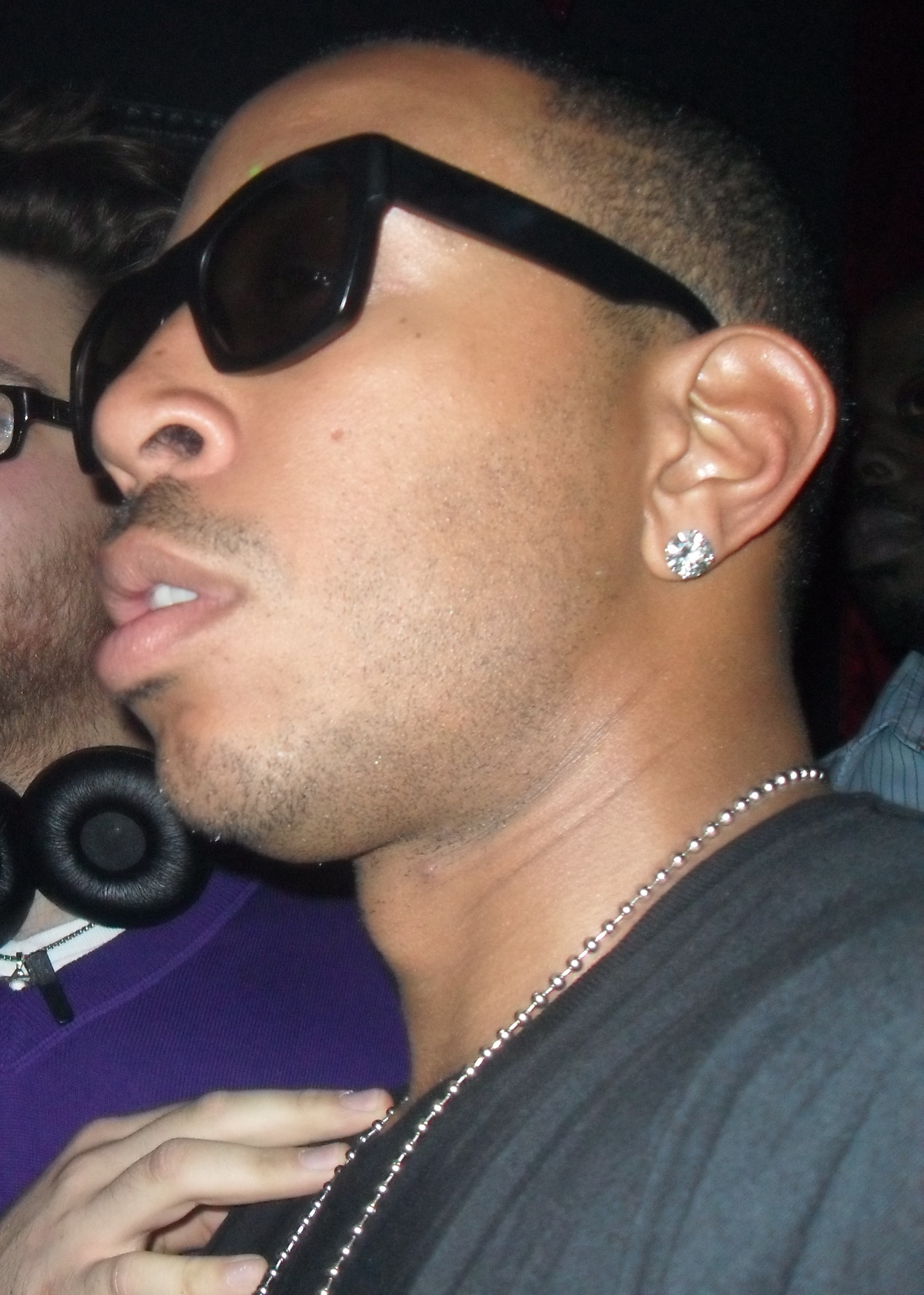
Ludacris en concert à Miami Beach, en 2011.

Chris Bridges adopte une approche musicale plus sérieuse dans son quatrième album, The Red Light District. Sohail Khalid aide à la production de l'album aux côtés de plusieurs autres artistes comme T.I., Lil Flip et Bun B. Ludacris affirme ouvertement être le seul capable de remettre le label Def Jam dans le bon rail sur sa chanson d'intro. Ludacris filme et publie le clip du single Get Back. Il participe pour la première fois au Saturday Night Live aux côtés de Sum 41, présenté par Paul Giamatti. Il enregistre de nouveau Get Back avec Sum 41 en version rock. Le single qui suit s'intitule Number one Spot, inspiré des films Austin Powers. Il est produit par DJ Green Lantern et reprend le titre Soul Bossa Nova de Quincy Jones accéléré au rythme du flow de Ludacris. Il fait participer Nas, DJ Quik, DMX, Trick Daddy, Sleepy Brown, et les nouveaux arrivants de Disturbing tha Peace Bobby Valentino, Dolla Boi, et Small World. L'album débute premier des classements Billboard.
Au magazine XXL, l'album Release Therapy de Ludacris est classé neuvième des albums les plus anticipés en 2006. Release Therapy est publié le 26 septembre 2006, et contient deux faces : Release et Therapy. L'album fait participer Pharrell Williams, R. Kelly, Young Jeezy, Mary J. Blige, Field Mob, Bobby Valentino, Pimp C, C-Murder, et Beanie Sigel. Le premier single, Money Maker, qui fait participer Williams, est diffusé sur les chaînes de radio américaines le 17 juillet 2006. Le deuxième single, Grew Up a Screw Up, en featuring avec Young Jeezy, fait circuler une rumeur selon laquelle lui et Jeezy seraient rivaux. Le troisième single, Runaway Love, atteint la première place des Billboard Hot Rap Tracks et remporte un BET Award dans la catégorie « meilleure collaboration » en 2007. Release Therapy remporte un Grammy dans la catégorie « meilleur album rap » en 2007. Son album atteint ensuite le Billboard 200 avec 309 000 exemplaires écoulés la première semaine. Avec cet album, Ludacris marque un tournant dans sa carrière musicale.

### Theater of the MindetBattle of the Sexes(2008–2010)
DJ Drama Presents: The Preview, une mixtape qui fait la promotion de son album à venir, est publiée le 28 juillet 2008. Theater of the Mind est publié le 24 novembre 2008 ; en avril 2008, le single Let's Stay Together est publié sur le site web xxlmag.com. Une chanson avec Small World intitulée Pinky Shinin est annoncée sur l'album, mais annulée par la suite. Lors d'un entretien avec le magazine Complex, Ludacris annonce la participation de Chris Brown, Lil Wayne, Rick Ross, T.I., Plies, Common, T-Pain, Jay-Z, Nas et The Game ; Game participe à une chanson avec Willy Northpole intitulée Call Up the Homies. T.I. participe à la chanson Wish You Would. L'album débute cinquième du Billboard 200, avec 213 493 exemplaires vendus la première semaine. L'album est publié le même jour que 808s and Heartbreak de Kanye West, qui atteint la première place des classements. Le premier single, What them Girls Like, en featuring avec Chris Brown et Sean Garrett, atteint la 33e place du Billboard Hot 100. Le deuxième single, One More Drink en featuring avec T-Pain, atteint la 24e place du Billboard Hot 100. Le troisième single officiel s'intitule Nasty Girl, en featuring avec Plies. Après la publication de l'album, Ludacris confirme une suite intitulée Ludaversal annoncée pour le 11 septembre 2012

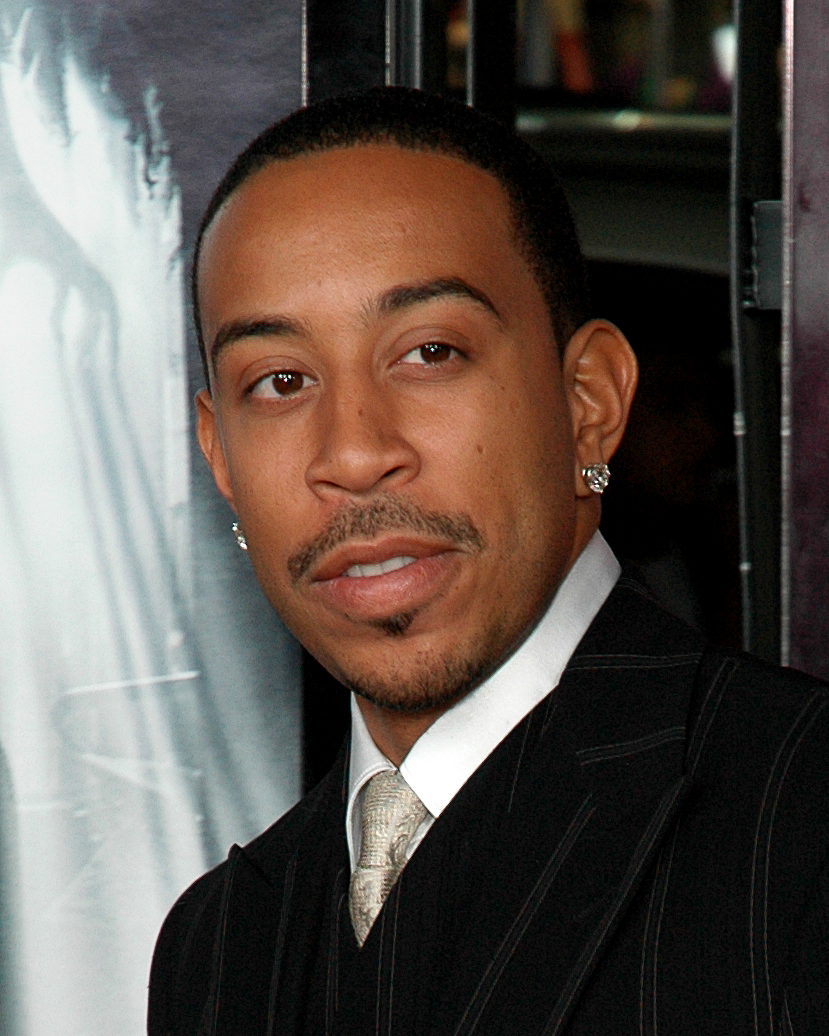
Ludacris lors de l'avant première de Max Payne en octobre 2008.

Le septième album de Ludacris est publié le 9 mars 2010, le premier single promotionnel extrait de l'album étant Everybody Drunk en featuring avec Callum Smith. Le premier single officiel extrait de Battle of the Sexes s'intitule How Low publié le 8 décembre 2009. Le single, My Chick Bad, est publié le 23 février 2010. Le troisième single, Sex Room, atteint la 69e place du Billboard Hot 100. Battle of the Sexes atteint la première place des classements avec 137 000 exemplaires vendus la première semaine. L'album est certifié disque d'or en 2010.

### Ludaversal(depuis 2012)
En 2012, Ludacris publie trois singles Jingalin, Representin et Rest of My Life.
Le 24 mai 2013, Ludacris publie une mixtape intitulée #IDGAF. Il publie ensuite une nouvelle chanson chaque vendredi, ce qu'il appelle des IDGAF Fridays. Ces chansons, par ordre de publication, s'intitulent Raised in the South avec Young Jeezy, publié le 19 avril ; If I Ain't Fucked Up le 26 avril, 9 Times Out of 10 avec French Montana et Que le 3 mai, Speak Into The Mic le 10 mai, et I Don't Give a Fuck le 17 mai. La dernière chanson est publiée une semaine avant la sortie de la mixtape. La mixtape compte presque 60 000 téléchargements en un jour sur DatPiff, et est certifié disque de platine. Ludacris reprend son rôle de Tej dans le film Fast and Furious 6 en 2013. Le 3 août 2013, Ludacris confirme au magazine Vibe travailler aux côtés d'Anita Baker.
Après une longue pause, Ludacris revient dans la scène musicale le 30 janvier 2014, avec la publication du single Party Girls avec Jeremih, Wiz Khalifa et Cashmere Cat. La chanson reprend Barbie Girl d'Aqua, mais n'est pas incluse sur le nouvel album. Le 9 octobre 2014, Ludacris annonc la sortie de son nouvel album, Ludaversal pour le 31 mars 2015 ; quo précédera d'un EP intitulé Burning Bridges le 16 décembre 2014,. Le 31 octobre 2014, Ludacris publie le premier single issu de son EP Burning Bridges intitulé Good Lovin' avec Miguel.
Le 14 octobre 2020, Netflix commande une nouvelle série d'animation jeunesse musicale connue sous le nom de Le Monde de Karma à 9 Story Productions, Creative Affairs Group et sa société de production, Karma's World Entertainment, en s'inspirant de sa fille aînée, Karma Bridges. La série a été diffusée pour la première fois sur Netflix le 15 octobre 2021. Le 17 janvier 2022, la série a été nommée pour trois NAACP Image Awards, dont celui du meilleur programme pour enfants, et Ludacris lui-même a été nommé pour sa performance de comédien de doublage en tant que père de Karma à l'écran. Grâce à ces encouragements, Netflix a renouvelé Le Monde de Karma pour une deuxième saison, qui a débuté le 10 mars 2022.

## Vie personnelle
Ludacris est père d'une fille, Karma Bridges, née le 11 août 2001, issue d'une ancienne relation amoureuse. 
Depuis 2009, il est en couple avec la mannequin gabonaise Eudoxie Mbouguiengue,. Au Costa Rica, le 26 décembre 2014, Ludacris devient le fiancé d'Eudoxie Mbouguiengue. Il l'épouse le même jour. Eudoxie attend un enfant de Ludacris en mars 2015. Le 27 mai 2015, il devient père d'une deuxième fille, prénommée Cadence Gaëlle Bridges. En mai 2021, ils annoncent attendre leur second enfant. Le 28 juillet 2021, il devient père d'une quatrième fille, prénommée Chance Oyali Bridges.
Le 9 décembre 2013, il devient père d'une seconde fille, Cai Bella Bridges, avec Tamika Fuller, une amie de longue date,. 
Le 2 janvier 2020, Ludacris obtient son passeport gabonais des mains du ministre des Affaires étrangères obtenu grâce à son épouse Eudoxie, originaire de ce  pays.

## Discographie

### Albums studio
- 2000 : Back for the First Time
- 2000 : Incognegro
- 2001 : Word of Mouf
- 2003 : Chicken-n-Beer
- 2004 : The Red Light District
- 2006 : Release Therapy
- 2008 : Theater of the Mind
- 2010 : Battle of the Sexes
- 2015 : Ludaversal

### Albums collaboratifs
- 2002 : Golden Grain (avec Disturbing tha Peace)
- 2005 : Ludacris Presents: Disturbing Tha Peace (avec Disturbing tha Peace)
- 2008 : Strength in Numbers (avec Disturbing tha Peace)

### Mixtapes
- 2006 : DTP Takeover: It's an Epidemic (avec Disturbing tha Peace et DJ Storm)
- 2006 : Pre-Release Therapy (avec DJ Green Lantern)
- 2008 : The Preview (avec DJ Drama)
- 2010 : Conjure: A Hustler's Spirit
- 2011 : 1.21 Gigawatts: Back to the First Time
- 2013 : #IDGAF

### Singles en solo
- 2000 : What's Your Fantasy (feat. Shawnna)
- 2000 : Southern Hospitality
- 2001 : Area Codes (feat. Nate Dogg)
- 2001 : Roll Out (My Business)
- 2002 : Saturday (Oooh Oooh!) (feat. Sleepy Brown)
- 2002 : Welcome to Atlanta (Bonus Track) (feat. Jermaine Dupri)
- 2002 : Move Bitch (feat. Mystikal & I-20)
- 2003 : Act a Fool
- 2003 : P-Poppin (feat. Lil Fate & Shawnna)
- 2003 : Stand Up (feat. Shawnna)
- 2003 : Splash Waterfalls (feat. Sandy Coffee)
- 2004 : Diamonds in the Back (feat. William DeVaughn)
- 2004 : Blow It Out
- 2004 : Get Back DTP version
- 2005 : Number One Spot
- 2005 : The Potion
- 2005 : Pimpin' All Over the World (feat. Bobby Valentino)
- 2006 : Money Maker (feat. Pharrell)
- 2006 : Grew Up a Screw Up (feat. Young Jeezy)
- 2007 : Runaway Love (feat. Mary J. Blige)
- 2007 : Slap
- 2008 : What Them Girls Like (feat. Chris Brown & Sean Garrett)
- 2008 : One More Drink (feat. T-Pain)
- 2010 : How Low
- 2010 : My Chick Bad (feat. Nicki Minaj)
- 2010 : Sex Room (feat. Trey Songz)
- 2012 : Jingalin
- 2012 : Representin' (feat. Kelly Rowland)
- 2012 : Rest of My Life (feat. Usher & David Guetta)

### Singles en featuring
- 2001 : One Minute Man de Missy Elliott featuring Trina
- 2001 : Loverboy de Mariah Carey featuring Shawnna, Da Brat & Twenty II
- 2001 : Fatty Girl avec LL Cool J, Keith Murray
- 2001 : Bia Bia de Lil Jon featuring] Too Short & Chyna Whyte
- 2002 : Growing Pains [Remix] de Disturbing Tha Peace featuring Scarface & Keon Bryce
- 2002 : B R Right de Trina featuring Ludacris
- 2002 : Why Don't We Fall in Love (Remix) de Amerie
- 2002 : Gossip Folks de Missy Elliott
- 2003 : Holidae In de Chingy featuring Snoop Dogg
- 2003 : Hot and Wet de 112
- 2004 : Yeah! de Usher featuring Lil' Jon
- 2004 : Break Bread de I-20 featuring Bone Crusher
- 2004 : Lovers & Friends de Lil' Jon featuring Usher
- 2005 : Oh de Ciara
- 2005 : Sugar (Gimme Some) de Trick Daddy featuring Lil Kim & Cee-Lo
- 2005 : Unpredictable de Jamie Foxx
- 2005 : Georgia de Field Mob featuring Jamie Foxx
- 2006 : Need a Boss de Shareefa
- 2007 : Glamorous de Fergie
- 2007 : Get Buck in Here de DJ Felli Fel featuring Diddy, Akon, Lil' Jon
- 2007 : Rock Star de R. Kelly featuring Kid Rock
- 2008 : Gimme Dat de Chingy featuring Bobby Valentino
- 2008 : Grippin'  de Sean Garrett
- 2008 : How We Do It (Around My Way) de Lloyd
- 2008 : Pretty Girl de Jarvis
- 2008 : Still Standing de Monica
- 2008 : Chopped & Skrewed de T-Pain
- 2008 : Creepin'  de Chamillionaire
- 2009 : How do you sleep'  de Jesse McCartney
- 2010 : Baby de Justin Bieber
- 2010 : Break Your Heart de Taio Cruz
- 2010 : Lip Lock de Melanie Brown
- 2010 : Ride de Ciara
- 2010 :  All I Do Is Win featuring T-pain
- 2011 : Tonight (I'm loving you) de Enrique Iglesias
- 2011 : Little Bad Girl de David Guetta featuring Taio Cruz
- 2012 : All Around The World de Justin Bieber
- 2013 : Hands In The Air de Miley Cyrus
- 2019 : Quiero Saber de Pitbull ft. Prince Royce & Ludacris
- 2019 : Tell Me Again (de Pitbull ft. Prince Royce & Ludacris)

## Filmographie

### Cinéma
- 2001 : The Wash de DJ Pooh : un client du car-wash (V. F. : Daniel Lobé)
- 2003 : 2 Fast 2 Furious de John Singleton : Tej Parker
- 2004 : Collision (Crash) de Paul Haggis : Anthony (V. F. : Christophe Lemoine)
- 2005 : Hustle et Flow de Craig Brewer : Skinny Black (V. F. : Julien Kramer)
- 2005 : Lil' Pimp de Mark Brooks et Peter Gilstrap : la gerbille Weathers (sorti directement en vidéo - voix originale)
- 2007 : Frère Noël de David Dobkin : DJ Donnie
- 2008 : Ball Don't Lie de Brin Hill : Julius
- 2008 : RocknRolla de Guy Ritchie : Mickey
- 2008 : Max Payne de John Moore : Jim Bravura (V. F. : Frantz Confiac)
- 2009 : Ultimate Game de Mark Neveldine et Brian Taylor : Humanz Brother (V. F. : Julien Kramer)
- 2011 : Sex Friends d'Ivan Reitman : Wallace (V. F. : Jean-Baptiste Anoumon)
- 2011 : Fast and Furious 5 de Justin Lin : Tej Parker (V. F. : Jean-Baptiste Anoumon)
- 2011 : Happy New Year de Garry Marshall : Brendan, un policier (V. F. ious: Jean-Paul Pitolin)
- 2013 : Fast and Furious 6 de Justin Lin : Tej Parker (V. F. : Jean-Baptiste Anoumon)
- 2015 : Fast and Furious 7 (Furious 7) de James Wan : Tej Parker
- 2017 : Fast and Furious 8 (The Fate of the Furious) de F. Gary Gray : Tej Parker
- 2021 : Fast and Furious 9 de Justin Lin : Tej Parker
- 2023 : Fast and Furious 10 de Louis Leterrier : Tej Parker

### Télévision
- 2003 : Hard Rock Live de Liz Patrick
- 2004 : Fuse 100% de Gil Colon
- 2004 : Eve de Meg DeLoatch : Rufus (saison 2 épisode 22)
- 2006 : New York, unité spéciale : Darius Parker (saison 7, épisode 18)
- 2007 : New York, unité spéciale : Darius Parker (saison 8, épisode 22)
- 2007 : Les Simpson de Matt Groening : lui-même (saison 18 épisode 22)
- 2008 : Robot Chicken de Seth Green : lui-même (saison 3 épisode 18)
- 2015 : Empire de Lee Daniels : Officier McKnight (saison 2, épisode 2)
- 2022 : End Of The Road sur Netflix

## Distinctions

### Récompenses
- 2005 : Awards Circuit Community Awards de la meilleure distribution dans un thriller dramatique pour Collision (2004) partagé avec Sandra Bullock, Don Cheadle, Matt Dillon, Thandie Newton, Larenz Tate, Ryan Phillippe, Terrence Howard, Shaun Toub, Jennifer Esposito, Michael Peña, Brendan Fraser, William Fichtner, Nona Gaye et Loretta Devine.
- Grammy Awards 2005 : Meilleure collaboration rap partagé avec Usher Raymond et Lil Jon.
- 2005 : Hollywood Film Festival de la meilleure distribution dans un thriller dramatique pour Collision (2004) partagé avec Sandra Bullock, Don Cheadle, Matt Dillon, Jennifer Esposito, William Fichtner, Brendan Fraser, Terrence Howard, Ryan Phillippe, Thandie Newton, Larenz Tate, Nona Gaye et Michael Peña
- Critics' Choice Movie Awards 2006 : Meilleure distribution dans un thriller dramatique pour Collision (2004) partagé avec Sandra Bullock, Don Cheadle, Matt Dillon, Jennifer Esposito, William Fichtner, Brendan Fraser, Terrence Howard, Ryan Phillippe, Thandie Newton, Larenz Tate, Nona Gaye et Michael Peña.
- 2006 : Gold Derby Awards de la meilleure distribution dans un thriller dramatique pour Collision (2004) partagé avec Sandra Bullock, Don Cheadle, Loretta Devine, Matt Dillon, Jennifer Esposito, William Fichtner, Brendan Fraser, Terrence Howard, Thandie Newton, Michael Peña, Ryan Phillippe, Larenz Tate et Shaun Toub.
- Screen Actors Guild Awards 2006 : Meilleure distribution dans un thriller dramatique pour Collision (2004) partagé avec Sandra Bullock, Don Cheadle, Matt Dillon, Jennifer Esposito, William Fichtner, Brendan Fraser, Terrence Howard, Ryan Phillippe, Thandie Newton, Larenz Tate, Nona Gaye et Michael Peña.
- Grammy Awards 2007 : Meilleur album rap de l'année.

### Nominations
- 2002 : Grammy Award du meilleur album rap de l’année pour Back for the First Time.
- 2003 : Grammy Award du meilleur album rap de l’année pour Word of Mouf.
- 2004 : Black Reel Award de la meilleure chanson dans un thriller d’action pour 2 Fast 2 Furious (2003).
- Grammy Awards 2004 : Meilleure performance masculine solo pour la chanson Stand Up.
- Grammy Awards 2004 : Meilleure chanson écrite dans un thriller d’action pour 2 Fast 2 Furious (2003) (Pour Act a Fool).
- Grammy Awards 2004 : Meilleure performance en duo partagée avec Missy Elliott pour la chanson Gossip Folks.
- 2004 : MTV Movie Award de la meilleure révélation masculine dans un thriller d’action pour 2 Fast 2 Furious (2003).
- 2005 : Black Movie Award du meilleur acteur dans un second rôle dans un thriller dramatique pour Collision (2004).
- Boston Society of Film Critics Awards 2005 : Meilleure distribution dans un thriller dramatique pour Collision (2004) partagé avec Sandra Bullock, Don Cheadle, Matt Dillon, Jennifer Esposito, William Fichtner, Brendan Fraser, Terrence Howard, Ryan Phillippe, Thandie Newton, Larenz Tate, Nona Gaye et Michael Peña.
- 2005 : Gotham Award de la meilleure distribution dans un thriller dramatique pour Collision (2004) partagé avec Sandra Bullock, Don Cheadle, Matt Dillon, Jennifer Esposito, William Fichtner, Brendan Fraser, Terrence Howard, Thandie Newton, Ryan Phillippe, Larenz Tate, Nona Gaye, Michael Peña et Shaun Toub.
- Grammy Awards 2005 : Meilleure chanson R&B pour Yeah! partagée avec Sean Garrett (Auteur compositeur), La Marquis Jefferson (Auteur compositeur), Lil Jon (Auteur compositeur), James Phillips (Auteur compositeur), Usher Raymond (Auteur compositeur) et Patrick J. Que Smith (Auteur compositeur).
- 2005 : Teen Choice Award du meilleur artiste rap dans un thriller dramatique pour Collision (2004).
- 2006 : BET Award du meilleur acteur dans un thriller dramatique pour Collision (2004) et dans un drame musical pour Hustle et Flow (2005).
- 2006 : Black Reel Award du meilleur acteur dans un second rôle dans un thriller dramatique pour Collision (2004).
- Chicago Film Critics Association Awards 2006 : Acteur le plus prometteur dans un thriller dramatique pour Collision (2004).
- Grammy Awards 2006 : Meilleure prestation Rap solo pour la chanson Number One Spot.
- 2006 : NAACP Image Award du meilleur acteur dans un second rôle dans un thriller dramatique pour Collision (2004).
- 2006 : Italian Online Movie Award de la meilleure distribution dans un thriller dramatique pour Collision (2004) partagé avec Sandra Bullock, Don Cheadle, Matt Dillon, Jennifer Esposito, William Fichtner, Brendan Fraser, Terrence Howard, Thandie Newton, Ryan Phillippe, Larenz Tate, Nona Gaye, Michael Peña et Shaun Toub.
- Screen Actors Guild Awards 2006 : Meilleure distribution dans un drame musical pour Hustle et Flow (Hustle & Flow) (2004) partagé avec Anthony Anderson, Isaac Hayes, Taraji P. Henson, Terrence Howard, Taryn Manning, Elise Neal, Paula Jai Parker et DJ Qualls.
- 2006 : Teen Choice Award du meilleur acteur dans un thriller dramatique pour Collision (2004) et dans un drame musical pour Hustle et Flow (Hustle & Flow) (2004).
- Grammy Awards 2007 : Meilleure collaboration Rap partagé avec Jamie Foxx pour la chanson Unpredictable.
- Grammy Awards 2009 : Meilleure collaboration Rap partagé avec T.I. pour la chanson Wish You Would.
- Grammy Awards 2011 : Meilleure collaboration Rap partagé avec Nicki Minaj pour la chanson My Chick Bad.
- 2011 : MTV Video Music Award du meilleur artiste latin partagé avec Enrique Iglesias et Justin Franks pour la chanson My Chick Bad.
- 2011 : People's Choice Award du clip vidéo préféré partagé avec Justin Bieber pour la chanson Baby.
- 2011 : People's Choice Award de l’artiste hip-hop préféré.
- 2012 : Black Reel Award de la meilleure chanson dans un thriller d’action pour Fast and Furious 5 (2011) partagé avec Joell Ortiz (Interprète/Compositeur), Mr. Porter (Compositeur), Eminem (Compositeur), Joe Budden (Interprète/Compositeur), Royce Da 59 (Interprète/Compositeur), Luis Resto (Compositeur) et Crooked I (Interprète/Compositeur).
- 2013 : Black Reel Award de la meilleure chanson dans une comédie romantique pour Think Like a Man (2012) partagé avec John Legend (Interprète/Compositeur) et Miguel (Compositeur).
- Grammy Awards 2013 : Meilleure collaboration chanson partagé avec John Legend pour la chanson Tonight (I'm loving you).
- 2014 : Acapulco Black Film Festival : Meilleure distribution dans un thriller d’action pour Fast and Furious 6 (2013) partagée avec Jordana Brewster, Tyrese Gibson, Vin Diesel, Dwayne Johnson, Paul Walker, Luke Evans, Michelle Rodriguez, Gina Carano et Sung Kang.
- Teen Choice Awards 2015 : Meilleure alchimie dans un thriller dramatique pour Fast and Furious 7 (2015) partagée avec Vin Diesel, Paul Walker, Michelle Rodriguez, Jordana Brewster, Dwayne Johnson et Tyrese Gibson.

## Jeux vidéo
- 2003 : Def Jam Vendetta
- 2004 : The Chronicles of Riddick: Escape from Butcher Bay
- 2004 : Def Jam: Fight for NY
- 2007 : Def Jam: Icon

## Voix francophones
En version française, Ludacris est dans premier doublé par Daniel Lobé dans The Wash et RocknRolla, Julien Kramer dans Hustle et Flow et Ultimate Game, Sidney Kotto dans 2 Fast 2 Furious, Christophe Lemoine dans  Collision et Frantz Confiac dans Max Payne.
Par la suite, Jean-Baptiste Anoumon le double dans Sex Friends, le reste de la franchise Fast and Furious et End of the Road. Parallèlement, il est doublé par Jean-Paul Pitolin dans Happy New Year et Pascal Vilmen dans Empire.